# The Frames
The Frames — ірландський рок-гурт, заснований у Дубліні в 1990 році Гленом Хансардом (Glen Hansard). The Frames займають важливе місце в історії ірландської музики. Колектив випустив шість альбомів.